# Roland Ostertag (Offizier)
Roland Friedrich Wilhelm Ostertag (* 10. Juni 1869 in Mailand; † 23. Juni 1916 in Gent) war ein preußischer Offizier und Militärattaché.

## Leben

### Militärkarriere
Ostertag trat in den 1880er Jahren in die Preußische Armee ein. Um die Jahrhundertwende wurde Ostertag in den Großen Generalstab kommandiert, in dem er zu einem Protegé des Generals Alfred von Schlieffen wurde. Er fungierte dort im Rang eines Hauptmanns als Adjutant des Generalquartiermeisters.
1909 wurde Ostertag als Militärattaché an die Deutsche Botschaft für das Vereinigte Königreich in London entsandt, wo ihm die Pflege der militärpolitischen Beziehungen zwischen den beiden Staaten oblag. Überzeugt, dass die deutsch-britischen Spannungen dieser Jahre ihre Gründe in der eifersüchtigen Befürchtung der britischen Staatsführung hätten, dass Großbritannien bald vom Deutschen Reich als führende Handels- und Industriemacht „abgehängt“ werde, trat Ostertag in der Londoner Botschaft, zusammen mit dem Marineattaché Wilhelm Widenmann als Verfechter eines „harten Kurses“ gegenüber dem Gastland auf. Dies brachte ihn in Gegensatz zum Botschafter Paul Graf von Metternich und zum Botschaftssekretär Richard von Kühlmann, die einen moderaten Kurs anstrebten und die Gründe für die deutsch-britischen Verstimmungen vor allem im Bau der deutschen Hochseeflotte sahen. Widenmann und Ostertag stellten sich demgegenüber auf den Standpunkt, dass die britische Ungehaltenheit über den deutschen Flottenbau nicht der eigentliche, sondern nur ein von diesen vorgeschobener Grund für die Spannungen in den Beziehungen der beiden Mächte sei, deren wahrer Grund in der erwähnten britischen Konkurrenzangst liege. Die Differenzen zwischen Ostertag und Widenmann auf der einen Seite und den Vertretern des gemäßigten Kurses auf der anderen Seite gingen dabei so weit, dass Ostertag einmal kurz davor stand, Kühlmann, von dem er sich hintergangen fühlte, zum Duell zu fordern.
Nach seiner Rückkehr in den Truppendienst Ende 1913 war Ostertag als Major (seit 10. September 1908) Kommandeur des I. Bataillons des Kaiser Franz Garde-Grenadier-Regiments Nr. 2 in Berlin. Diese Stellung hatte er auch zu Beginn des Ersten Weltkriegs inne. Im weiteren Kriegsverlauf wurde Ostertag dann Chef des Generalstabes der Etappen-Inspektion der 4. Armee in Gent. Hier verstarb er 1916 und bekleidete zum Zeitpunkt seines Todes den Dienstgrad eines Oberstleutnants.
Für seine Verdienste wurde Ostertag mehrfach ausgezeichnet. So war er Inhaber des Roter Adlerordens IV. Klasse, des Kronenordens III. Klasse, des Ehrenkomtur des Fürstlichen Hausordens von Hohenzollern sowie Commander des Royal Victorian Order.

### Familie
Während seiner Londoner Zeit lernte Ostertag Alix Bingel (1889–1953) kennen, die er 1913 heiratete. In zweiter Ehe war Bingel ab 1920 mit Gunthram Freiherr Schenk zu Schweinsberg (1874–1944) verheiratet.